# Rantoul (Wisconsin)
Rantoul es un pueblo ubicado en el condado de Calumet en el estado estadounidense de Wisconsin. En el Censo de 2010 tenía una población de 798 habitantes y una densidad poblacional de 9,53 personas por km².

## Geografía
Rantoul se encuentra ubicado en las coordenadas 44°6′42″N 88°5′35″O / 44.11167, -88.09306. Según la Oficina del Censo de los Estados Unidos, Rantoul tiene una superficie total de 83.77 km², de la cual 82.59 km² corresponden a tierra firme y (1.4%) 1.17 km² es agua.

## Demografía
Según el censo de 2010, había 798 personas residiendo en Rantoul. La densidad de población era de 9,53 hab./km². De los 798 habitantes, Rantoul estaba compuesto por el 96.37% blancos, el 0.25% eran afroamericanos, el 1.13% eran amerindios, el 0.75% eran asiáticos, el 0% eran isleños del Pacífico, el 0.63% eran de otras razas y el 0.88% pertenecían a dos o más razas. Del total de la población el 0.63% eran hispanos o latinos de cualquier raza.